# Théophile de Viau
Théophile de Viau (Clairac, 1590 – Parigi, 25 settembre 1626) è stato un poeta e drammaturgo francese.

## Biografia
Nato in una famiglia ugonotta, Théophile de Viau ebbe una vita movimentata. Studiò dapprima all'Académie de Saumur, una università protestante francese, e all'Università di Leida. Negli anni 1611-1613 si unì a un gruppo di attori girovaghi. Prese parte alle guerre di religione in Guienna dal 1615 al 1616 al servizio del conte di Candale. Dopo la guerra fu perdonato e divenne un brillante poeta giovane nella corte reale. Théophile entrò in contatto con le idee epicuree del filosofo italiano Giulio Cesare Vanini (un libertino accusato di eresia e stregoneria, che fu strangolato e bruciato sul rogo a Tolosa nel 1619) il quale metteva in dubbio l'immortalità dell'anima.
A causa della religione e del libertinismo, nel 1619 de Viau fu bandito dalla Francia e si recò in Inghilterra. Ritornò in Francia  nel 1620 e fu riammesso a corte. Nel 1622, una raccolta di poemi licenziosi "Le Parnasse satyrique", uscì a suo nome, sebbene molte composizioni fossero state scritte da altri; de Viau fu denunciato e condannato a presentarsi a piedi scalzi di fronte a Notre Dame di Parigi per essere bruciato vivo (1623). Poiché de Viau si era reso irreperibile, la sentenza fu eseguita in effigie; alla fine il poeta fu catturato, mentre si apprestava a scappare verso l'Inghilterra, e rinchiuso nella prigione della Conciergerie a Parigi per quasi due anni, colpito da ulteriori accuse di sodomia. La vicenda diede luogo a varie discussioni fra gli studiosi e gli intellettuali: furono pubblicati 55 pamphlet, sia a favore che contro de Viau. Alla fine la pena fu commutata in quella del bando perpetuo, ma lo scrittore uscì dal carcere con la salute irrimediabilmente minata dal trattamento subito;  trascorse i mesi che gli restavano da vivere (morì ad appena 36 anni) confinato a Chantilly sotto la protezione del Duca di Montmorency.

## Opere
Scrisse anche poemi satirici, sonetti, odi ed elegie.
- Pyrame et Thisbé (Piramo e Tisbe), tragedia in 5 atti, rappresentata nel 1621;
- Traité de l'immortalité de l'âme, traduzione libera del Fedone di Platone, in cui si alterna testo in prosa e in versi;
- La Maison de Sylvie, dieci odi dedicate al suo ultimo protettore.

## Giudizio critico
Lo stile poetico di De Viau rifiutava le forme razionali e classiche di François de Malherbe e rispecchiava le immagini coinvolgenti e barocche del tardo Rinascimento, come nella sua ode "Un corbeau devant moi croasse" ("Un corvo davanti a me gracchia") con immagini pittoresche e fantastiche di tuoni, serpenti e fuoco, come in un dipinto di Salvator Rosa. Due delle sue poesie sono malinconiche dichiarazioni al re sulla sua prigionia e sull'esilio. Dimenticato dagli studiosi, venne riscoperto da Théophile Gautier nel XIX secolo.